# Zoufalé manželky (1. řada)
První řada amerického televizního seriálu Zoufalé manželky měla ve Spojených státech premiéru v letech 2004–2005. Řada obsahuje 23 dílů, přičemž první díl byl odvysílán 3. října 2004 a poslední díl 22. května 2005. Seriál vypráví příběh Mary Alice Youngové, zdánlivě dokonalé ženy v domácnosti, která spáchá sebevraždu ve strachu, že bude odhaleno temné tajemství její rodiny. Poté už v seriálu sleduje děj jen posmrtně a komentuje ho. V pilotním díle jsou také představeny její čtyři blízké přítelkyně a hlavní postavy seriálu: Susan Mayerová, Lynette Scavová, Bree Van de Kampová a Gabrielle Solisová. Všechny žijí na předměstí města Fairview v ulici Wisteria Lane a snaží se přijít na důvod, proč Mary Alice spáchala sebevraždu, zatímco se vypořádávají s problémy svého osobního života.
První řada byla ve Spojených státech vysílána každou neděli ve 21:00 východního času na televizní stanici ABC. Kromě 23 pravidelně vysílaných dílů byl 24. dubna 2005 odvysílán speciální díl s názvem „Sorting Out the Dirty Laundry“. Řada měla ve Spojených státech v průměru 23,7 milionu diváků, čímž se seriál stal čtvrtým nejsledovanějším během americké televizní sezóny v letech 2004–2005.  V České republice byla první řada premiérově vysílána od 4. září 2006 do 5. února 2007 na stanici Prima.
Dne 20. září 2005 vydala společnost Buena Vista Home Entertaiment šestidiskový DVD box s názvem Desperate Housewives – The Complete First Season.

## Výroba

Zoufalé manželky se natáčely v části studiového areálu tzv. Colonial Street. Plánek zobrazuje umístění domů seriálových postav.

Scénář k pilotnímu dílu napsal Marc Cherry. Jeho agent ho nabídl šesti televizním společnostem (CBS, NBC, Fox, HBO, Showtime a Lifetime), ale všechny ho odmítly. Pozdější tým agentů ale scénář pojal jako mýdlovou operu s prvky černého humoru a Cherry následně část scénáře upravil do této podoby. Manažery ABC návrh zaujal, takže objednali 13 epizod. Natáčení začalo v březnu 2004 a probíhalo v areálu Universal Studios v kulisách tzv. Colonial Street.
První řadu produkovaly společnosti Touchstone Television a Cherry Productions. Instrumentální hudbu složili Steve Bartek a Steve Jablonsky, znělku složil Danny Elfman.

## Obsazení

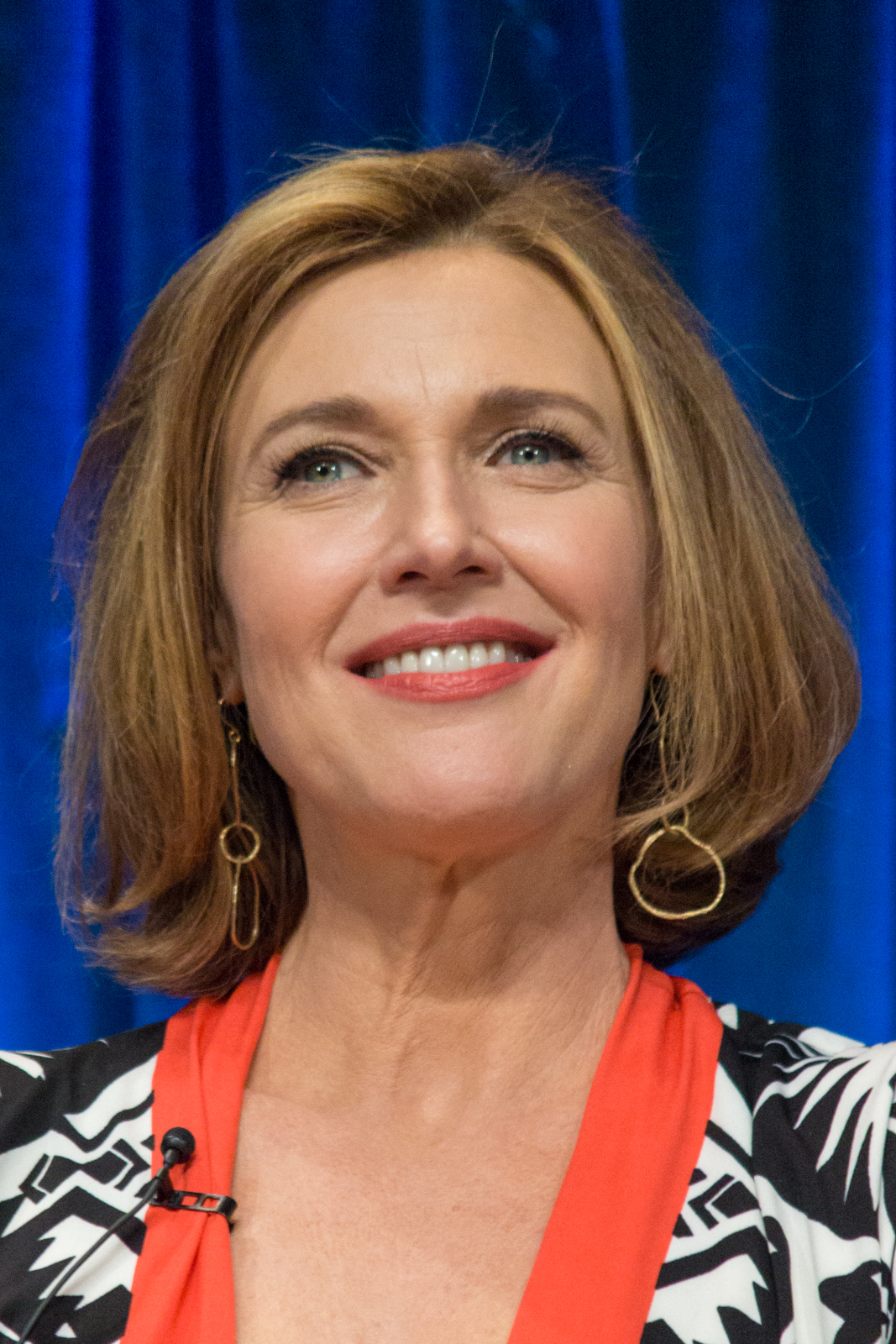
Postava Mary Alice, ztvárněná Brendou Strongovou, je vypravěčkou seriálu, jejíž sebevražda v pilotním díle je předmětem hlavní záhady první řady

### Hlavní role
- Teri Hatcherová jako Susan Mayerová
- Felicity Huffmanová jako Lynette Scavová
- Marcia Crossová jako Bree Van de Kampová
- Eva Longoria jako Gabrielle Solisová
- Nicollette Sheridan jako Edie Brittová
- Steven Culp jako Rex Van de Kamp
- Ricardo Antonio Chavira jako Carlos Solis
- Mark Moses jako Paul Young
- Andrea Bowenová jako Julie Mayerová
- Jesse Metcalfe jako John Rowland
- Cody Kasch jako Zach Young
- Brenda Strongová jako Mary Alice Young
- James Denton jako Mike Delfino

### Vedlejší role
- Brent Kinsman jako Preston Scavo
- Shane Kinsman jako Porter Scavo
- Doug Savant jako Tom Scavo
- Zane Huett jako Parker Scavo
- Joy Laurenová jako Danielle Van de Kampová
- Shawn Pyfrom jako Andrew Van de Kamp
- Harriet Sansom Harrisová jako Felicia Tilmanová
- Christine Estabrooková jako Martha Huberová
- Roger Bart jako George Williams
- Lupe Ontiverosová jako Juanita Solisová
- Lucille Soongová jako Yao Lin
- Ryan Carnes jako Justin
- Bob Gunton jako Noah Taylor
- Sam Lloyd jako doktor Albert Goldfine
- Richard Roundtree jako pan Shaw
- Pat Crawford Brownová jako Ida Greenbergová
- Lesley Ann Warrenová jako Sophie Bremmerová
- Richard Burgi jako Karl Mayer
- Jeff Doucette jako reverend Crowley

### Hosté
- Terry Bozeman jako doktor Lee Craig
- Mehcad Brooks jako Matthew Applewhite
- Nick Chinlund jako detektiv Sullivan
- Kathryn Joostenová jako Karen McCluskeyová
- Alfre Woodardová jako Betty Applewhiteová

## Seznam dílů
| Č. v seriálu | Č. v řadě | Původní název                  | Český název              | Režie             | Scénář                                                            | Premiéra v USA     | Premiéra v ČR      |
| --- | --------- | ------------------------------ | ------------------------ | ----------------- | ----------------------------------------------------------------- | ------------------ | ------------------ |
| 1 | 1         | Pilot                          | Pilot                    | Charles McDougall | Marc Cherry                                                       | 3. října 2004      | 4. září 2006       |
| Obyvateli na předměstí Wisteria Lane otřese sebevražda Mary Alice Youngové. Její blízké přítelkyně a sousedky Susan Mayerová, Lynette Scavová, Bree Van de Kampová a Gabrielle Solisová vedou zdánlivě dokonalé životy a snaží se své problémy přes sebou navzájem skrývat. Susan začne s Edie Brittovou soupeřit o lásku nového obyvatele Wisteria Lane – instalatéra Mikea Delfina, přičemž jí nechtěně zapálí dům. Lynettiny děti způsobí u bazénu Youngových poprask a dostanou ji tak do trapné situace. Gabrielle má poměr se svým mladistvým zahradníkem Johnem Rowlandem, neboť ji její zaneprázdněný manžel Carlos zanedbává. A Breein manžel Rex se chce rozvést. Když manželky vyklízí věci po Mary Alice, objeví tajemný vyděračský dopis, který jí byl doručen v den její sebevraždy. Začínají přemýšlet o tom, co jejich přítelkyně mohla udělat. |           |                                |                          |                   |                                                                   |                    |                    |
| 2 | 2         | Ah, But Underneath             | Ale co je pod povrchem?  | Larry Shaw        | Marc Cherry                                                       | 10. října 2004     | 4. září 2006       |
| Manželky zvažují, že o dopise řeknou manželovi Mary Alice – Paulovi. Ten zpod svého bazénu vykope tajemnou dřevěnou truhlu na hračky. Gabrielle má podezření, že Carlos tuší o jejím románku a že by se do ní mohl John zamilovat. Bree navrhuje Rexovi, aby začali navštěvovat manželskou poradnu. Martha Huberová pomáhá Edie zachránit věci z vyhořelého domu, přičemž najde důkaz, který by mohl zavařit Susan – její odměrku. Ta s Edie pokračuje v boji o Mikeovu náklonnost, když jsou obě pozvány k němu na večeři. Lynette, frustrovaná chováním svých dětí, se uchýlí k činu, který se jí nakonec vymstí. Na prvním sezení s doktorem Goldfinem obviňuje Rex z manželských problémů Bree. A Paul hodí dřevěnou truhlu na hračky do jezera. |           |                                |                          |                   |                                                                   |                    |                    |
| 3 | 3         | Pretty Little Picture          | Hezký obrázek            | Arlene Sanfordová | Oliver Goldstick                                                  | 17. října 2004     | 11. září 2006      |
| Na Susaninu žádost se manželky rozhodnou uspořádatvečeři na počest Mary Alice. Místní holčička přistihne Gabrielle, jak se líbá s Johnem, a vydírá ji, aby jí koupila dárky. Lynettin manžel Tom se rozhodne pohlídat děti, zatímco bude Lynette na večeři. Syn Mary Alice, Zach, najde doma revolver, kterým se jeho matka zastřelila. Doktor Goldfine navrhuje Van de Kampovým individuální sezení, což se Bree nezamlouvá. Susan zavolá svému bývalému manželovi Karlovi, aby si promluvili o svých problémech, ale omylem si venku nahá zabouchne dveře. Na večeři Rex přede všemi vypráví o návštěvách manželské poradny, což Bree naštve a začne ponižovat. Na základě toho se Rex odstěhuje. Susan říká Karlovi, že už se přes jeho nevěru přenesla a jeho milenka Brandi se mu omluví za svůj podíl na rozpadu jejich manželství. Bree prohledává kazetové pásky doktora Goldfinea, aby zjistila, co se mu Rex na sezení řekl, místo toho ale objeví kazetu se jménem Mary Alice. Paul nabízí svůj dům na prodej.                                                |           |                                |                          |                   |                                                                   |                    |                    |
| 4 | 4         | Who's That Woman?              | Kdo je ta žena?          | Jeff Melman       | Marc Cherry, Tom Spezialy                                         | 24. října 2004     | 11. září 2006      |
| Lynette ve škole popírá, že by její dvojčata měla poruchu pozornosti, ale navrhuje, aby chodil každý do jiné třídy. Manželky si poslechnou kazetu ze sezení Mary Alice s doktorem Goldfinem a odhalí její skutečné jméno. Edie se pokouší svést Mikea svůdným mytím svého auta, ale on pozve na rande Susan. Martha Huberová ji ale vydírá s nalezenou odměrkou a snaží se ohrozit její vztah s Mikem, proto Susan přiměje svou dceru Julii, aby se vplížila do Marthina domu a odměrku vzala. Carlos začne Gabrielle podezřívat z nevěry, ale jde po nesprávném muži. Bree bojuje se svým vzpurným synem Andrewem, který je naštvaný, že se jeho otec Rex odstěhoval. Poté, co manželky konečně řeknou Paulovi o vyděračském dopise, najme Paul soukromého detektiva jménem Shaw, aby zjistil, kdo ho Mary Alice poslal. |           |                                |                          |                   |                                                                   |                    |                    |
| 5 | 5         | Come In, Stranger              | Vstupte, cizinče         | Arlene Sanfordová | Alexandra Cunninghamová                                           | 31. října 2004     | 18. září 2006      |
| Vloupání v ulici Wisteria Lane způsobí mezi sousedy obavy. Přivolaný policista pozve Susan na rande, což přijme poté, co se k ní Mike choval chladně. Na žádost Carlose přijíždí Gabriellina tchyně Juanita. Carlos po ní chce, aby mu pomohla zjistit, zda ho Gabrielle podvádí. Při prohledáváni jednoho z domů po sobě Mike zanechá šroubovák a je označen za lupiče. Lynette a Tom zvažují zapsání dvojčat na Barcliffskou akademii, soukromou školu. Lynette se je snaží unavit, aby při pohovoru vypadali poslušně. Bree pozve Zacha na večeři a on jí prozradí, že možná ví, proč se jeho matka zabila. |           |                                |                          |                   |                                                                   |                    |                    |
| 6 | 6         | Running to Stand Still         | Ve slepé uličce          | Fred Gerber       | Tracey Sternová                                                   | 7. listopadu 2004  | 25. září 2006      |
| Manželky diskutují o Zachovo náhlém zmizení, později se ale ukáže, že byl Paulem umístěn do rehabilitačního zařízení pro mladistvé. Carlos se s pomocí své matky zoufale snaží zjistit, s kým má Gabrielle poměr. Lynette se na Barcliffské akademii hádá s Maisy Gibbonsovou, která se rozhodla, že děti ve škole vystoupí s politicky korektní hrou o Červené Karkulce. Gabrielle uvidí Johna ve společnosti Breeiny dcery Danielle a obává se, že by o ni John mohl ztratil zájem. Susan se čím dál více zabývá záhadou kolem rodiny Youngových. Doktor Goldfine Van de Kampovým navrhuje, aby si najali sexuální pracovnici, s čímž ale Bree rozhodně nesouhlasí. Gabrielle využívá Juanitina problému s hazardem, aby trávila více času s Johnem. Lynette si vezme od dvojčat pár léků na ADD, aby byla schopna připravit kostýmy na školní hru. Julie pomáhá Susan s rozluštěním záhady a vloupe se do Zachova oddělení. Zach před ní zmíní jméno Dana. |           |                                |                          |                   |                                                                   |                    |                    |
| 7 | 7         | Anything You Can Do            | Za každou cenu           | Larry Shaw        | John Pardee, Joey Murphy                                          | 21. listopadu 2004 | 2. října 2006      |
| Susan řekne ostatním manželkám o jménu Dana. Juanita si všimne, jak se Gabrielle chová v přítomnosti Johna, a je odhodlaná je spolu přistihnout. Paul má podezření, že vyděračský dopis poslala jeho ženě Edie. Lynette se postupně stává na lécích dvojčat závislá. Rex prozradí Bree, že podal žádost o rozvod. Zároveň se snaží získat si děti dárky. Mikea nečekaně navštíví Kendra, kvůli které zruší rande se Susan. Aniž by to Susan věděla, Kendru poslal její otec, který najal Mikea, aby vypátral její zmizelou sestru. Gabrielle nabídne Danielle práci modelky v New Yorku, aby ji dostala pryč od Johna. Lynette pod vlivem léků sabotuje Tomův propagační návrh před jeho šéfem. Juanitě se podaří vyfotit Gabrielle při sexu s Johnem, když ale vyjde z domu, srazí ji na ulici opilý Andrew Van de Kamp. |           |                                |                          |                   |                                                                   |                    |                    |
| 8 | 8         | Guilty                         | Vinni                    | Fred Gerber       | Kevin Murphy                                                      | 28. listopadu 2004 | 9. října 2006      |
| Bree zjistí, že Andrew v opilosti přejel Juanitu, která teď leží v kómatu. S Rexem se ho snaží zachránit před policejním stíháním tím, že zakryjí stopy. Později je však Bree šokována, protože Andrew neprojevuje žádnou lítost nad tím, co udělal. John řekne Gabrielle, že se s jejich románkem svěřil knězi. Susan se rozhodne zjistit skutečný důvod, proč se Mike přestěhoval do Wisteria Lane. V Mikeově nepřítomnosti pronikne do jeho domu a objeví zbraň s několika balíky peněz, nechtěně ovšem uvízne v podlaze v koupelně. Když ji Mike spolu se svými věcmi najde, uvědomí si, že Susan nemůže věřit a rozejde se s ní. Lynette dosáhne bodu zlomu ve své závislosti na prášcích a svěří se s tím Bree a Susan. Po konfrontaci s Edie se pan Shaw dozví, že Mary Alice vydírala Martha Huberová. Mike se usmíří se Susan a poprvé se spolu pomilují. Paul navštíví Marthu Huberovou a ubije k smrti mixérem. |           |                                |                          |                   |                                                                   |                    |                    |
| 9 | 9         | Suspicious Minds               | V podezření              | Larry Shaw        | Jenna Bansová                                                     | 12. prosince 2004  | 16. října 2006     |
| Gabrielle se rozhodne uspořádat na Wisteria Lane charitativní módní přehlídku. Při vybírání šatů manželky diskutují o náhlém zmizení Marthy Huberové, zatímco ji Paul pohřbívá v lese. Lynette využívá svých obchodních dovedností k tomu, aby získala chůvu. Bree s Rexem se snaží vymyslet nejlepší způsob, jak Andrewa potrestat Andrewa za to, že ze svého chování nemá žádné výčitky, navíc mu v pokoji našli marihuanu. Susan se dozví o Gabrielliným románku a pohádá se s ní. Johnova matka Helen také zjistí, že se její syn vídá s vdanou ženou a myslí si, že jde o Susan. Paul se dozvídá, že Zach utekl z ústavu pro duševně choré. Helen na přehlídce napadne Susan a Gabrielle se jí k aférce přizná. Carlos je zatčen policií. |           |                                |                          |                   |                                                                   |                    |                    |
| 10 | 10        | Come Back to Me                | Vrať se ke mně           | Fred Gerber       | Patty Linová                                                      | 19. prosince 2004  | 23. října 2006     |
| Maisy Gibbonsová si přivydělává poskytováním sexuálních služeb v sousedství a mezi její klienty patří i Rex Van de Kamp. Když však Rex při jedné z návštěv dostane infarkt, Bree se o všem dozví. Gabrielle zažívá finanční tíseň poté, co je Carlos odsouzen za dovoz zboží vyrobeného otrockou prací. Edie začne mít podezření, že byla Martha Huberová zavražděna. Žárlivá Lynette sleduje na kamerách novou chůvu Claire, protože se obává, že s jejími dětmi vychází až příliš dobře. Susan s Mikem zjistí, že se Julie ve svém pokoji tajně stará o Zacha. Gabrielle je odebráno její auto, a tak se uchýlí ke schování svých věcí v Breeině garáži. Julie má pocit, že ji Susan zradila tím, že poslala Zacha zpět k otci. |           |                                |                          |                   |                                                                   |                    |                    |
| 11 | 11        | Move On                        | Kdo ji najde?            | John David Coles  | David Schulner                                                    | 9. ledna 2005      | 30. října 2006     |
| Edie v sousedství organizuje pátrání po Marthě Huberové. Marthino zmizení přichází do Wisteria Lane řešit také její zlověstná sestra Felicia Tillmanová. Bree pozve na rande místního lékárníka George Williamse. Mike se obává, že by Susan mohla být stále zamilovaná do svého bývalého manžela Karla. Paul nastraží Marthiny šperky do Mikeovy garáže, aby zakryl stopy. Tom náhodou uvidí Claire, jak se po domě plíží nahá. Vzruší ho to a pomiluje se s Lynette. Když se o incidentu Lynette dozví, Claire vyhodí. Gabrielle, která zoufale touží po penězích, se rozhodne vrátit k modelingu. |           |                                |                          |                   |                                                                   |                    |                    |
| 12 | 12        | Every Day a Little Death       | Bolestná přiznání        | David Grossman    | Chris Black                                                       | 16. ledna 2005     | 6. listopadu 2006  |
| Obyvatelé Wisteria Lane konečně objeví tělo Marthy Huberové. Susan zjistí, že po sobě Martha zanechala deník a přizná se Edie, že to ona omylem zapálila její dům. Když si Bree s Georgem vyrazí zastřílet, pokusí se jí George políbit, přičemž se nechtěně střelí do nohy. Lynette se zapíše na kurz jógy, ale má problém s umístěním dětí do školky. Carlos je propuštěn na kauci, ale ke Gabriellině nespokojenosti nemůže pracovat, protože je v domácím vězení. Mikeův důvod, proč se přistěhoval je odhalen poté, co se setká s Noahem Taylorem. Ten ho najal, aby našel jeho dceru Deidru, která je nezvěstná více než 10 let. |           |                                |                          |                   |                                                                   |                    |                    |
| 13 | 13        | Your Fault                     | Tvoje chyba              | Arlene Sanfordová | Kevin Etten                                                       | 23. ledna 2005     | 13. listopadu 2006 |
| Když přijede na návštěvu Lynettin tchán Rodney Scavo (ztvárnil ho Ryan O'Neal), Lynette se dozvídá, že podváděl svou ženu a že to Tom věděl. Susan se nelíbí Juliin rostoucí vztah k Zachovi a rozhodne se, že s ní půjde na školní ples, aby na ni dohlížela. Paul zajistí, aby Susan o tajemství kolem jejich rodiny nevěděla příliš mnoho. Bree ignoruje Rexovy pokusy o řešení problémů a chce se mu skrze rozvodové právníky pomstít za to, že ji podváděl. Gabrielle navštíví Johnovi rodiče, kteří ji požádají, aby jejich syna přesvědčila o studiu na vysoké škole. John se však plánuje osamostatnit a požádá Gabrielle o ruku, což ona odmítne s tím, že stále miluje Carlose. |           |                                |                          |                   |                                                                   |                    |                    |
| 14 | 14        | Love is in the Air             | Láska visí ve vzduchu    | Jeff Melman       | Tom Spezialy                                                      | 16. února 2005     | 20. listopadu 2006 |
| Susan se těší na romantický Valentýn s Mikem, ten je ale postřelen během dalšího pátrání po Deidře. Bree se usmíří s Rexem a je připravena pracovat na zlepšení jejich manželství, šokují ji ale manželovy sexuální touhy. Lynettina sousedka, paní McCluskeyová, si stěžuje, že ji její děti okradli. Gabrielle nadále hledá práci, ať už v obchodě s matracemi nebo v oddělení kosmetiky. Felicia Tillmanová narazí na stopu vedoucí k minulosti rodiny Youngových. Na fotce totiž pozná Mary Alice, se kterou pracovala v nemocnici v Utahu, ovšem tehdy se jmenovala Angela. Lynette ukazuje Susan šperk Marthy Huberové, který její chlapci vzali z Mikeovy garáže. To v Susan vzbudí podezření, že ji mohl zabít Mike. |           |                                |                          |                   |                                                                   |                    |                    |
| 15 | 15        | Impossible                     | Beznaděj                 | Larry Shaw        | Marc Cherry, Tom Spezialy                                         | 20. února 2005     | 27. listopadu 2006 |
| Mike je zatčen za vraždu Marthy Huberové. Susan se ho snaží zachránit tím, že policii řekne, že v noci, kdy k vraždě došlo, byly spolu. Později jí ale policie ukáže Mikeův trestní rejstřík a rozejde se s ním. Johnův spolubydlící Justin vydírá Gabrielle, aby s ním měla sex a stane se jejím novým zahradníkem. Tom byl povýšen na viceprezidenta společnosti, ve které pracuje, ale Lynette se bojí, jak to bude zvládat s dětmi. Bree najde v prádelně kondom a dozví se, že Danielle plánuje přijít s Johnem o panenství. Přesvědčí ho proto, aby se s ní rozešel. Zach pořádá párty u bazénu a Julie je zaskočena jeho násilným chováním a ukončí jejich vztah. Susan v bazénu přistihne Andrewa s Justinem a Andrew jí začne přesvědčovat, že není gay. |           |                                |                          |                   |                                                                   |                    |                    |
| 16 | 16        | The Ladies Who Lunch           | Dámy v nesnázích         | Arlene Sanfordová | Alexandra Cunninghamová                                           | 27. března 2005    | 4. prosince 2006   |
| Maisy Gibbonsová je zatčena za prostituci a Bree se ji pokusí podplatit, aby odstranila Rexovo jméno ze své knihy klientů, než se dostane na veřejnost. Gabrielle a Carlos čelí havárii s odpadem, ale nemohou si dovolit opravu. Lynettina dvojčata jsou obviněna z výskytu vší na Barcliffské akademii a ona se je snaží bránit. Zjistí, že epidemii způsobil jiný chlapec, a přiměje jeho matku, aby přestala o dvojčatech šířit fámy. Susan je v depresi kvůli rozchodu s Mikem a svěří se Edie. Poté jí navrhne, aby se vloupaly do Paulova domu a našly důkazy, že zavraždil Marthu Huberovou. |           |                                |                          |                   |                                                                   |                    |                    |
| 17 | 17        | There Won’t Be Trumpets        | Žádný důvod k oslavám    | Jeff Melman       | John Pardee, Joey Murphy                                          | 3. dubna 2005      | 11. prosince 2006  |
| Juanita Solisová se probudí z kómatu, ale po pádu ze schodů zemře dříve, než stihne Carlosovi prozradit Gabriellin poměr s Johnem. Na Juanitině pohřbu se Gabrielle hádá s Carlosem ohledně hrobky. Později Gabrielle kontaktuje nemocnice, která zanedbala péči o Juanitu a nabídne jí vysoké finanční vyrovnání. Lynette se spřátelí s neslyšící ženou jménem Alisa Stevensová (ztvárnila ji Marlee Matlinová), jejíž dcera také navštěvuje Barcliffskou akademii. Je ale rozzuřená jejím manželem, který využívá jejího postižení a uráží ji za jejími zády. Po několika Andrewových násilných výbuších zvažují Bree s Rexem jeho umístění do rehabilitačního tábora pro dospívající Hennessy. Susan začne přitahovat Ediin nový zaměstnanec, ale Edie jí v chození s ním brání. Mike se snaží Susan vysvětlit svou minulost tím, že jí předá dopis s přiznáním, ona se ho ale zdráhá přečíst. |           |                                |                          |                   |                                                                   |                    |                    |
| 18 | 18        | Children Will Listen           | Neposlušné děti          | Larry Shaw        | Kevin Murphy                                                      | 10. dubna 2005     | 18. prosince 2006  |
| Susan navštíví její excentrická matka Sophie Bremmerová, která se rozešla se svým přítelem Mortym. Policie najde v jezeře dřevěnou truhlu na hračky, ve které jsou lidské ostatky. Když se policie přijde na truhlu Paula zeptat, Zach svého otce brání. Poté, co se Carlos dozví o finančním vyrovnání, přinutí násilím Gabrielle, aby podepsala posvatební smlouvu. V důsledku toho se Gabrielle vrátí k Johnovi. Lynettino blízké přátelství s Bree projde zkouškou poté, co jí Bree pohlídá děti a naplácá Porterovi. Rex s Bree navštíví Andrewa v táboře Hennessy a ten jim přizná, že je gay. Felicia Tillmanová řekne Zachovi další zlověstné podrobnosti o minulosti jeho rodiny a on zjistí, že Dana je jeho rodné jméno. |           |                                |                          |                   |                                                                   |                    |                    |
| 19 | 19        | Live Alone and Like It         | Kdo je rád sám?          | Arlene Sanfordová | Jenna Bansová                                                     | 17. dubna 2005     | 25. prosince 2006  |
| Lynette se spřátelí se svou výstřední sousedkou paní McCluskeyovou poté, co ji zachrání před kolapsem. Začne toho však litovat, když ji paní McCluskeyová nenechá ani chvíli na pokoji. Bree se snaží vyrovnat s Andrewovou sexuální orientací. Andrew se na matčino přání sejde s knězem, kterému prozradí své plány, jak matku psychicky zničit. Mike se od Noaha Taylora dozví, že ostatky uvnitř truhly na hračky byly Deirdřiny. Gabrielle si znovu začne s Johnem poté, co ji Carlos odmítl dát peníze. Sophie zajistí pro ni a Susan rande, aby zapomněla na Mikea. Toho mezitím zmlátí zkorumpovaný detektiv. Carlos se rozhodne posvatební smlouvu roztrhat a znovu tak získá Gabriellin respekt. |           |                                |                          |                   |                                                                   |                    |                    |
| 20 | 20        | Fear No More                   | Strach                   | Jeff Melman       | Adam Barr                                                         | 1. května 2005     | 15. ledna 2007     |
| Gabrielle pořádá rozlučkový večírek pro Carlose, který si má ve vězení odpykat osmiměsíční trest. Když ale zjistí, že manipuloval s jejími antikoncepčními pilulkami a ona je těhotná, pomstí se mu. George Williams se snaží získat Bree, která neví, že má postranní úmysly. Lynette žárlí, protože se ve firmě, kde Tom pracuje, objevila jeho bývalá přítelkyně. Požádá proto o radu Edie. Zach začne Julii pronásledovat, protože chce řešit jejich vztah. Paul Edie konfrontuje s vloupáním do jeho domu a ta obviní Susan. Paul si poté vymyslí falešný příběh o Mary Alice, Susan mu ale nevěří. Když u Susan v domě vypukne požár, viní z toho Paula. Poté, co se Mike dozví, že truhla na hračky patřila Paulovi, rozhodne se na něj zaměřit a varuje Susan, aby se od něj držela dál. |           |                                |                          |                   |                                                                   |                    |                    |
| 21 | 21        | Sunday in the Park with George | Neděle v parku s Georgem | Larry Shaw        | Katie Fordová                                                     | 8. května 2005     | 22. ledna 2007     |
| Edie zahlédne Bree, která je na večeři s Georgem a konfrontuje ji s tím. Ta se cítí provinile, protože se k němu chová důvěrně. Rexovo zdraví se začíná zhoršovat poté, co George manipuluje s jeho léky na srdce. Lynette se snaží oživit svůj sexuální život s Tomem, který začíná kvůli Tomově práci stagnovat. Susan najme pana Shawa, aby prošetřil rodinu Youngových, aniž by tušila, že už pracuje pro Paula. Susan se od Kendry dozvídá, že Mike zabil policistu v sebeobraně a rozhodne se mu odpustit. Carlos Gabrielle lže, když tvrdí, že s antikoncepčními pilulkami manipulovala jeho matka. Gabrielle řekne Johnovi o svém těhotenství a on se obává, že by mohl být otcem on. Morty požádá Sophii o ruku. Felicia plánuje Paula ze sousedství vyhnat, aby pomohla Zachovi poznat pravdu o jeho rodině. |           |                                |                          |                   |                                                                   |                    |                    |
| 22 | 22        | Goodbye for Now                | Zatím nashledanou        | David Grossman    | Josh Senter                                                       | 15. května 2005    | 29. ledna 2007     |
| Edie je naštvaná, když se Mike nastěhuje k Susan, a snaží se to prostřednictvím ostatních manželek zvrátit. Lynette se snaží zabránit Tomově bývalé přítelkyni Annabel, aby se mezi ně dostala, ale její činy mají za následek to, že Tom přijde o práci. George lže Bree o informacích, které našel ohledně jejího sexuálního života s Rexem, a když Bree kvůli tomu Rexe konfrontuje, dostane další infarkt. Carlosův trest odnětí svobody je zvýšen na osm let poté, co zmlátí Johnova spolubydlícího Justina v domnění, že on je ten, kdo má poměr s jeho ženou. Gabrielle se mezitím rozhodne Carlose opustit, neboť zjistí, že to byl skutečně on, kdo manipuloval s jejími prášky. Mike pronásleduje Paula poté, co mu Felicia dá deník Marthy Huberové s podrobnostmi o minulosti Mary Alice a o tom, co se stalo Deirdře, a Susan se rozhodne jít za ním. Felicia vezme Zacha k sobě domů, zatímco deník Marthy Huberové přistane v rukou Susan a Julie. Betty Applewhiteová se se svým dospívajícím synem Matthewem nastěhuje uprostřed noci na Wisteria Lane. |           |                                |                          |                   |                                                                   |                    |                    |
| 23 | 23        | One Wonderful Day              | Jednoho krásného dne     | Larry Shaw        | John Pardee, Joey Murphy, Marc Cherry, Tom Spezialy, Kevin Murphy | 22. května 2005    | 5. února 2007      |
| Řada vzpomínek odhaluje skutečný příběh Mary Alice a její důvod k sebevraždě. Manželky přijdou Bree utěšit, zatímco je s Rexem v nemocnici. Tom se od svého šéfa dozví, že mu Lynette překazila povýšení, a rozhodne se být otcem v domácnosti. Když je Carlos souzen za napadení Justina, John mu konečně řekne, že to byl on, kdo měl poměr s Gabrielle. Edie přivítá Applewhiteovi na Wisteria Lane. Ozbrojený Zach drží Susan u Mikea v domě, zatímco Mike zaveze Paula do pouštního lomu a vyslýchá ho, proč zabil Deirdru. Rex si začíná myslet, že důvodem jeho zhoršujícího se zdraví je to, že ho Bree otrávila. Napíše jí vzkaz, že jí rozumí a odpouští, a o pár minut později umírá na infarkt. |           |                                |                          |                   |                                                                   |                    |                    |

## Přijetí

### Sledovanost a recenze
Pilotní díl, který byl ve Spojených státech odvysílán 3. října 2004, zhlédlo 21,6 milionu diváků. Byla to nejsledovanější úvodní díl televizní sezóny na televizní stanici ABC od roku 1996. Po odvysílání tří dílů objednala společnost ABC celosezónní řadu. Celkově měla první řada v průměru 23,7 milionu diváků na díl, přičemž na poslední díl se dívalo přes 30 milionů diváků. Z pořadů uváděných v hlavním vysílacím čase během televizní sezóny 2004–2005 se Zoufalé manželky umístily podle sledovanosti společnosti Nielsen na 4. místě ze 156. V podílu ve sledovanosti se Zoufalé manželky umístily televizní sezóně 2004–2005 na 3. místě, za dvěma díly show American Idol. 
Seriál byl v drtivé většině přijat pozitivně a byl považován za nový hit sezóny. Robert Bianco z USA Today dal pilotnímu dílu maximální hodnocení a označil jej jako „pestrobarevný, temně komický pohled na život na předměstí“. Tim Goodman ze San Francisco Chronicle uvedl, že je seriál skvěle vymyšlený a neúnavně zábavný. První řadu hodnotil kladně i Matthew Gilbert z The Boston Globe. Peter Schorn z IGN chválil obsazení seriálu a dal mu hodnocení 9 z 10.
Někteří kritici však toto nadšení nesdíleli. Dalton Ross z Entertainment Weekly ohodnotil DVD s první řadou známkou B+ a jako nejlepší díly této řady označil díly „Pilot“, „Kdo je ta žena?“, „Vinni“, „Neposlušné děti“ a „Jednoho krásného dne“. Díly „V podezření“, „Tvoje chyba“ a „Láska visí ve vzduchu“ naopak vyhodnotil jako ty nejhorší. Heather Havrileskyová ze Salon.com prý měla po několika dílech pocit, že děj sklouzl do klišé a herecké výkony jsou nucené a přehnané, příběhy nerealistické a seriál napodobuje Sex ve městě.

### Ocenění
První řada seriálu získala 15 nominací na cenu Emmy, z toho 6 cen obdržela. Teri Hatcherová získala za roli Susan Mayerové Zlatý glóbus. Seriál si rovněž odnesl dvě Ceny Sdružení filmových a televizních herců.